# Sordera en Islandia
La historia de la sordera en Islandia se incluye en la historia de la lengua de señas islandesa (LSI) y su estado como el primer idioma de personas sordas, la historia de educación para los sordos y las organizaciones de personas sordas en Islandia, y el estatus de revisiones auditivas en el país. 

## Surgimiento del idioma
La lengua de señas islandesa, conocida como ÍTM o Íslenskt táknmál en islandés, es el idioma de la comunidad sorda en Islandia. Hay alrededor de 250–300 usuarios de la LSI.
El gobierno islandés reconoce la LSI como la primera lengua de la comunidad sorda en Islandia, seguida por el islandés hablado. Divergió de la lengua de señas danesa después de que los niños sordos islandeses dejaron de asistir a la escuela en Dinamarca. El director de la primera escuela para niños sordos en Islandia fue Páll Pálsson, un antiguo estudiante de la escuela danesa, quien fue un pionero en la educación de la LSI. 
Páll estableció su propia escuela en Islandia y fue el primer maestro del predecesor de la LSI. Hasta que empezó a enseñar en 1867, los estudiantes sordos asistían a la escuela en Copenhague. La primera lengua de señas de la comunidad islandesa surgió en la escuela en la casa de Páll, donde empezó con solo tres estudiantes. La lengua de señas danesa influyó profundamente en la variación de la lengua que Páll enseñó, antes del surgimiento de la LSI, porque él había sido un estudiante de la escuela danesa. Usaron mucho el alfabeto manual.
Anteriormente, los individuos en la comunidad oyente habían considerado la LSI una herramienta para aprender el idioma islandés. Aunque, la comunidad sorda islandesa reconoce la LSI como una parte de su identidad y patrimonio en la comunidad islandesa. La política y el estatus de la LSI es un esfuerzo de colaboración entre la comunidad de usuarios de la lengua de señas islandesa y el gobierno islandés según el Artículo 7 de la Ley sobre el Estatus del Idioma Islandés y la Lengua de Señas Islandesa. La comunidad participa en el Consejo de la Lengua de Señas Islandesa y aconseja en asuntos relacionados con la LSI.

## Organizaciones destacadas

### Asociación Islandesa de los Sordos
La Asociación Islandesa de los Sordos (en idioma islandés: Félag Hernarlausra), establecida en 1960, es la organización principal de apoyo por y para las personas sordas. Ha sido un miembro de la Unión Europea de Sordos desde 2005.
Su objetivo es proteger, promover, y luchar por la comunidad sorda y con discapacidad auditiva. En particular, intenta mejorar la calidad de vida y luchar por oportunidades igualitarias para sus miembros. La Asociación Islandesa de los Sordos publicó el primer diccionario de la LSI en 1978. Contenía alrededor de 700 señas islandesas, incluyendo cientos de señas prestadas de otros idiomas nórdicos y señas nórdicas comunes.

### Consejo Nórdico de los Sordos
El Consejo Nórdico de los Sordos fue establecido en 1907. Representa a Dinamarca, Islandia, Noruega, Suecia, Groenlandia, Finlandia, y las Islas Feroe. Su misión es aumentar la conciencia de los intereses de las personas sordas en esos países. El ambiente político, cultural, y lingüístico de esos países está entrelazado, pues uno de los objetivos originales del Consejo fue crear una lengua de señas común para los países nórdicos.

### Centro de Comunicación para los Sordos y Personas con Discapacidad Auditiva
El Centro de Comunicación para los Sordos y Personas con Discapacidad Auditiva (en islandés: Samskiptamiðstöð heyrnarlausra og heyrnarskertra, o SHH) fue establecido como resultado del proyecto de educación de personas sordas que ocurrió en Namibia (2006–2010). Su iniciativa incluye compartir recursos para la educación para personas sordas, enfatizando la importancia del acceso a tecnologías y experiencia a través de las fronteras. El Centro de Comunicación ha creado el proyecto móvil, SignWiki, como un recurso educativo. Estima que hay un ratio de 1 a 1,000 personas sordas a personas oyentes en Islandia.

## Derechos humanos y civiles
Después de 20 años de campañas, la lengua de señas islandesa se convirtió en un idioma oficial en 2011. La Ley sobre el Estatus del Idioma Islandés y la Lengua de Señas Islandesa n.º 61/20 Artículo 21 fue establecida, declarando que:

La lengua de señas islandesa es el primer idioma de los que tienen que depender de la lengua para expresarse y comunicarse, y de sus hijos. Las autoridades gubernamentales deben promoverla y apoyarla. Todos quienes necesitan usar la lengua de señas para comunicarse tendrá la oportunidad de aprender y usar la lengua de señas islandesa tan pronto como empiecen el proceso de adquirir idiomas, o del tiempo cuando se diagnostica la sordera, la pérdida de audición, o la sordoceguera. Los miembros de su familia inmediata tendrán el mismo derecho.

La Convención Internacional sobre los Derechos de las Personas con Discapacidad reiteró este mensaje en una publicación de 2018 sobre los derechos de las personas que usan la LSI.
El parlamento islandés también aprobó una ley que declaró LSI el primer idioma de las personas que dependen de ésta y que la discriminación basada en idioma está prohibida. Significa que la LSI es legalmente igualitaria al idioma islandés.
Una investigación reciente de individuos sordos que usan lenguas de señas notó que, aunque la LSI ha estado reconocida por la ley, las personas sordas reportan que la ley no ha logrado las expectativas de los individuos sordos. La investigación concluyó que los participantes se sienten como si no hubieran logrado igualdad con respecto a los individuos oyentes. Esto es debido en parte a la falta de soluciones a obstáculos que afrontan porque usan la LSI.
La infraestructura legal de la Federación Europea de Instituciones Nacionales de Idiomas sobre Islandia establece:

La lengua de señas islandesa es el primer idioma de quienes tienen que usarlo para expresarse e interactuar, además para sus hijos. El Estado debe cuidarla y apoyarla. Quienquiera que necesite la lengua de señas islandesa tendrá la posibilidad de aprenderla y usarla tan pronto como empiece el proceso de adquirir el idioma, o del tiempo que la persona ha sido reconocida como sorda, con discapacidad auditiva, o como sordomuda. Lo mismo aplica a sus miembros de familia más cercanos.

Según la Convención Internacional sobre los Derechos de las Personas con Discapacidad, Islandia dijo que "intenta promover la vida independiente, combatir el prejuicio y exclusión social, e involucrar personas con discapacidades en procesos de decisiones" en una plan de acción que el gobierno adoptó en 2016.

## Educación primaria y secundaria
De acuerdo a la ley aprobada en 2011, la lengua de señas islandesa es el primer idioma de la comunidad sorda en Islandia, seguido por el islandés hablado. El sistema educativo islandés enfatiza el principio de oportunidad igual a una educación.
El Ministerio de Educación tiene la responsabilidad de todas las leyes relativas a todos los niveles educativos en Islandia (pre-primaria hasta la preparatoria).
La mayoría de escuelas preparatorias ofrecen cursos especiales para preparar a los estudiantes discapacitados para la vida después de la escuela, pero falta apoyar a los estudiantes que tienen arriba de 16 años.

### La escuela para los estudiantes sordos en Islandia
Antes de que se estableciera la escuela para los estudiantes sordos en Reykjavík, los niños asistían al Instituto Real para los Sordomudos en Copenhague. Cuando la escuela para los sordos de Páll Pállson fue establecida, los estudiantes de 10 años a 25 años de edad vivían en la casa de Páll. Páll murió en 1890, pero su estilo de enseñanza se quedó más o menos igual por años. En 1944, la escuela cambió su método de instrucción bajo el nuevo director, Brandur Jónsson. Se convirtió al uso del oralismo en las aulas y el uso de señas fue prohibido. El objetivo nuevo fue que los estudiantes aprendieran a hablar y entender el islandés hablado. En los años de 1980, cambió el método otra vez. El oralismo no había tenido éxito y la escuela regresó a enseñar señas, aunque se siguió concentrando en enseñar el islandés hablado y la lectura de labios.
De los 80 a los 90 del siglo pasado, cambió mucho el sistema educativo en la escuela. El objetivo primario de la escuela se convirtió en enseñar la LSI con énfasis en la cultura sorda. La escuela no tuvo un director sordo hasta 1996 cuando su objetivo fue el bilingüismo (la LSI y el islandés escrito).

## Empleo
Después de terminar la educación obligatoria, los estudiantes pueden proseguir formación vocacional o educación universitaria. Hay una cantidad escasa de información sobre las leyes y políticas relacionadas con la formación vocacional para individuos con discapacidades, y en particular para las personas sordas y con discapacidad auditiva.
Una investigación del Designs Project sobre empleo para usuarios sordos de lenguas de señas en Europa concluyó que es cuantitativamente difícil determinar cómo se desenvuelven en el lugar de trabajo y hasta qué punto la educación influye en los resultados. La investigación analizó 16 países, incluso Islandia y otros países nórdicos como Dinamarca y Finlandia.

## Revisión auditiva e intervención temprana
En Islandia, todos los bebés pueden ser sometidos al examen de audición neonatal universal a través del Instituto Nacional de Audición y Expresión. Aunque el examen está disponible, no es obligatorio. Los padres pueden decidir si quieren someter a sus hijos al examen. El examen es gratis porque es cobrado como parte del sistema de salud islandés.
Según el Instituto Karolinska de Suecia, se realizan revisiones para bebés saludables y en riesgo. En riesgo refiere a los bebés ingresados a la unidad neonatal de cuidados intensivos quienes tienen la posibilidad de una pérdida de audición. Los bebés saludables son los que no nacieron prematuros o no fueron ingresados a la unidad neonatal de cuidados intensivos. 
Ahora no hay un examen de audición para niños de tres a seis años de edad. Se terminó en 2012.
El Instituto Nacional de Audición y Expresión (en islandés, Heyrnar-og talmeinastöð Íslands) se estableció en 1978. Su objetivo era ayudar a personas con discapacidades de audición y expresión para proveer servicios en Islandia. Estos servicios incluyen ofrecer diagnósticos, tratamientos, implantes cocleares, aparatos auditivos, y otros dispositivos para la audición.

## Preservación y revitalización de la lengua
Muchas fuentes clasifican la LSI como una lengua de señas indígena de la minoría a la única lengua de señas tradicional en Islandia. Se estima que hay 250 usuarios de la LSI como una primera lengua y alrededor de 100 a 1,500 usuarios oyentes quienes son relacionados con los usuarios de primera lengua.
Algunos asuntos que amenazan a la LSI son fuerzas externas como la tecnología, el aumento de inmigración y el uso de idiomas extranjeros, y cambios demográficos. Otras causas son la brecha generacional, barreras a transmisión, y la ignorancia social.
Desde 1960, el aumento de inmigración, el aumento del índice de natalidad, y la expectativa de vida más larga han contribuido a cambios demográficos en la región. Hubo un influjo de 100 idiomas de 100 países en Islandia en 2011. La población en crecimiento de hablantes de idiomas extranjeros constituye alrededor de 10% de los habitantes actuales de Islandia y 80% de niños se crían en hogares multilingües. Este cambio al ambiente lingüístico pone en riesgo el uso nativo de la LSI mientras las personas adquieren habilidades en idiomas aparte del islandés. Islandia ha empezado a seguir a quien usa la LSI y sus niveles variados de exposición al idioma. Se encontró que sólo aproximadamente 0.005% de la población del país usa la LSI.
Investigaciones han notado también que por lo general los padres de hijos sordos no enseñan la LSI como una lengua materna. Normalmente, su enseñanza es influida por el multilingüismo de otros usuarios, que es una posibilidad para explicar por qué el idioma está en peligro de extinción. La calidad de adquisición de la LSI depende de la educación que estudiantes reciben a través de input no nativo de la lengua (de usuarios de la segunda generación).
Las barreras de transmisión de la LSI pueden ser combatidas por la preservación de la LSI en el currículo del alfabetismo y por la documentación de la LSI y la percepción del mundo de usuarios nativos para aumentar proficiencia en la lengua. Una barrera específica, el audismo (la discriminación contra personas sordas) podría ser abordada por la diferenciación política del idioma en Europa.